# Остенде
Остенде (нід. Oostende pronounced: [ˌoːstˈɛndə] ( прослухати); французька Ostende [ɔstɑ̃d]; з.-флам. Ostende — досл. «Східний край») — курортне місто в Західній Фландрії, Бельгія, із населенням близько 69 тис. мешканців. Місто розташоване на березі Північного моря та є кінцевою станцією державної залізниці Гент — Остенде.

## Транспорт
Міжнародний аеропорт Остенде-Брюгге, розташований за 5 км від Остенде, — передусім вантажний аеропорт, але пропонує пасажирські рейси до курортів у Південній Європі та Туреччині. TUI fly Belgium має штаб-квартиру в Остенде.
Залізнична станція Остенде є провідним вузлом мережі Бельгійської національної залізничної компанії, з якої потяги InterCity курсують до залізничних станцій Брюгге, Гент-Сінт-Пітерс, Брюссель-Південний та Льєж-Гіймен на бельгійській залізничній лінії 50А.

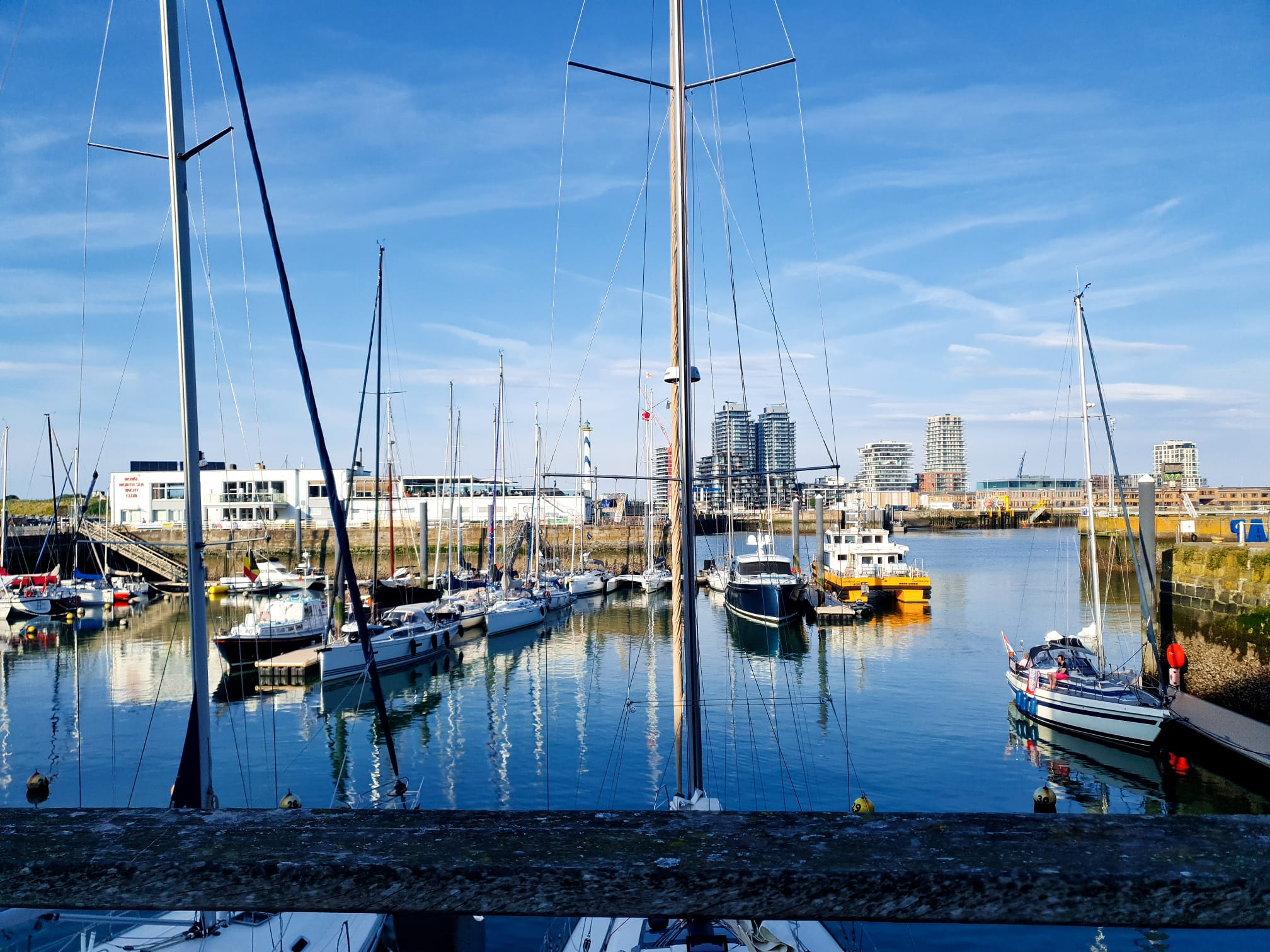
Гавань для яхт

З Остенде до 2013 року курсували пороми TransEuropa Ferries до Дувра та Рамсгейту.
Через Остенде проходить лінія міжміського берегового трамвая, є невеликий трамвайний вокзал, розташований поруч із залізничним. Залізничний вокзал Остенде суміщений з морським вокзалом (поромним терміналом).

## Відомі діячі
В Остенде народилися такі видатні люди: бельгійський прем'єр-міністр Огуст Бернарт, лауреат Нобелівської премії миру, співак Арно, який виконував пісні французькою мовою, художники Джеймс Енсор, Густав Сорель і Леон Спілліарт, олімпійський чемпіон олімпіади 1980 року дзюдоїст Роберт Ван де Валле,  диктор підпільної радіостанції УПА в Карпатах у 1943—1945 роках Альберт Газенбрукс.

## Історія Остенде

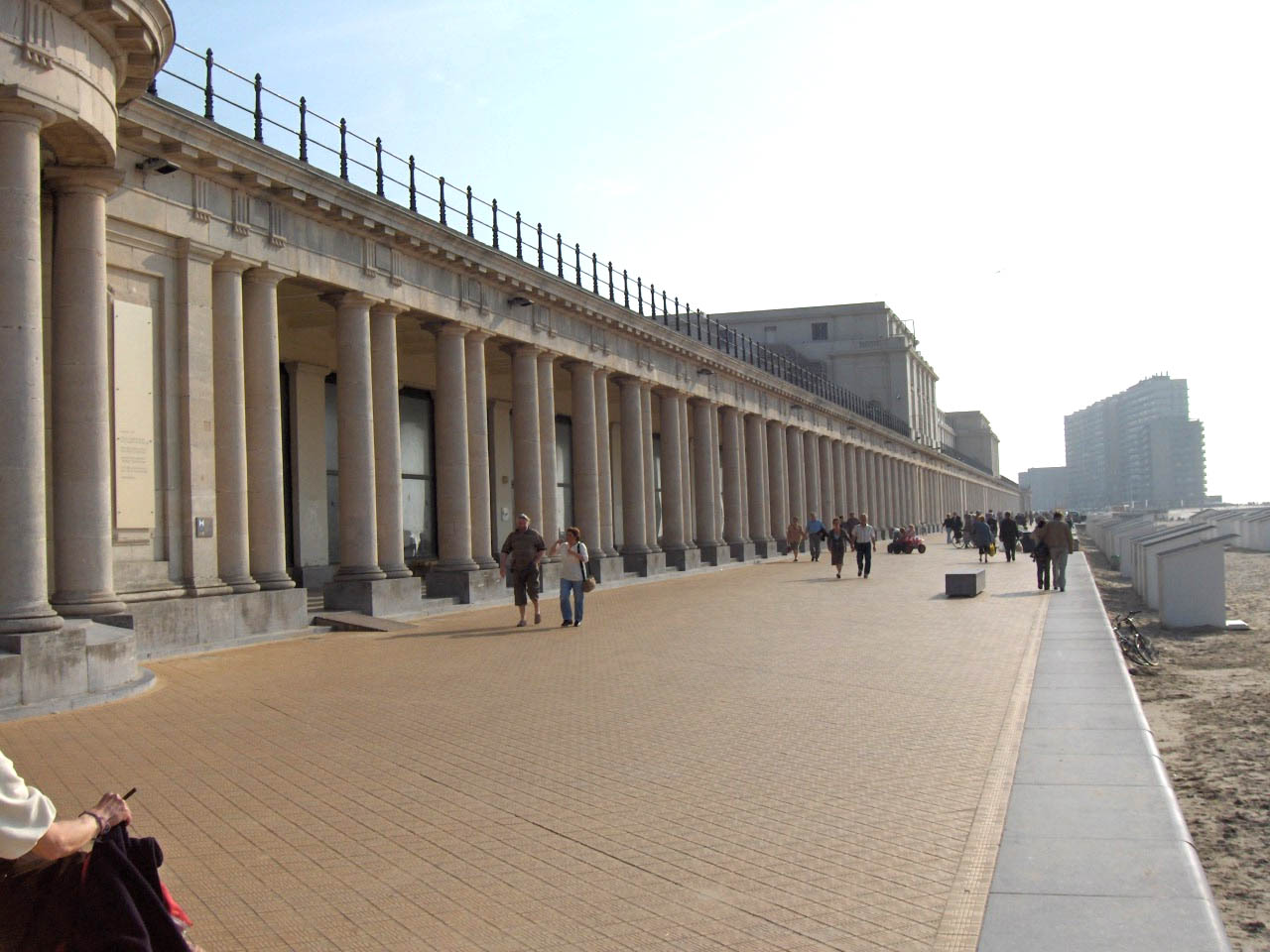
Остенде: Kursal

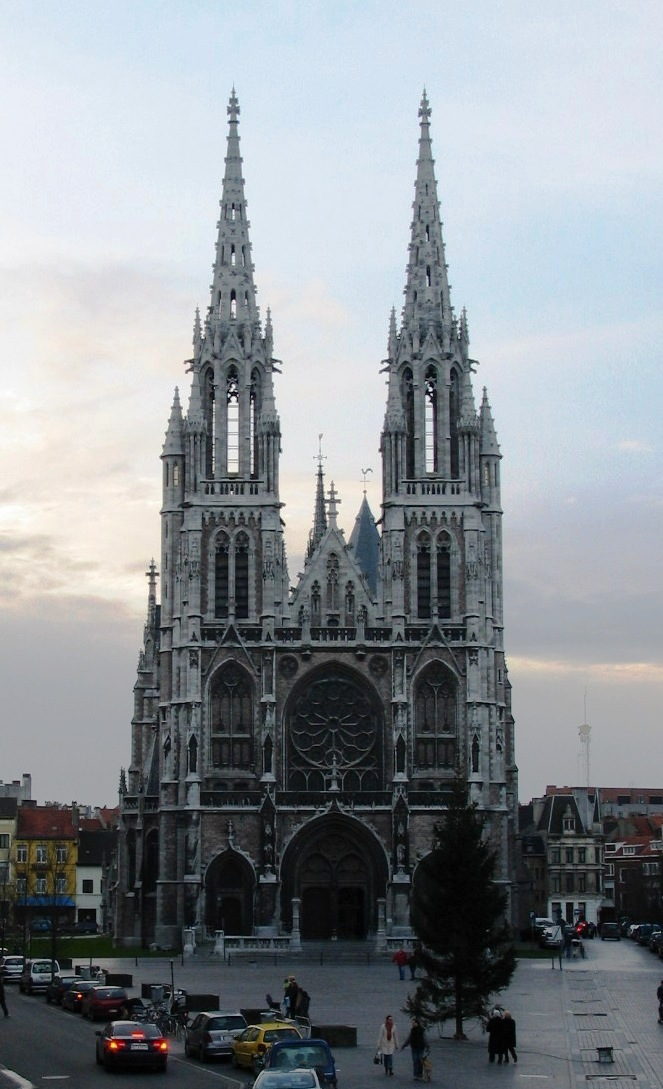
Петропавлівська церква

У 17-му столітті в місті, яке було останньою фортецею кальвінізму у Фландрії, жило 10 000 осіб. Солдати з Голландії, Англії й Шотландії захищали його від іспанської армії. Облога тривала з 4 липня 1601 до 22 вересня 1604 року, коли іспанці під командуванням Амброзіо Спіноли увійшли до геть зруйнованого міста.
У 19-му столітті Остенде став курортом. Було побудовано «Термальний палац» («Kursal» або Thermal Palace), який часто відвідували король Бельгії та імператорська сім'я Німеччини.

## Визначні пам'ятки і музеї

### Культова архітектура
- Петропавлівська церква (Sint-Petrus-en-Pauluskerk) — головний храм міста. Збудований у готичному стилі в 1899—1905 роках. Довжина будівлі — 70 м, ширина — 36 м, висота веж — 72 метри.
- Вежа Св. Петра (Sint-Pieterstoren), прозвана в народі «перечниця» (Peperbusse) — вежа старої церкви Св. Петра. Найстаріші частини вежі датовано кінцем XV століття.
- Церква капуцинів (Kapucijnenkerk), початок XVII століття (освячена в 1620 році)

### Цивільна архітектура
- «Іспанський будиночок» (Spaans huisje) — найстаріший будинок у місті (побудований у 1741 році). На початку XX століття тут була пральня, потім — крамниця цяцьок і солодощів. Хоча на початку XX століття в місті залишалося досить багато таких будов, до 50-их років усіх їх знесли. Сам «Іспанський будиночок» став занепадати, у 1981 році його купила міська влада, щоб запобігти зносу. У тому ж році будиночок добув статус пам'ятки історії. Будівля була в дуже поганому стані, її довелося розібрати й у 2000—2001 роках збудувати наново на тому ж місці. Адреса іспанського будиночка — Christinastraat 67.

## Клімат
Остенде має морський помірний клімат з впливом вітрів з Північного моря, що робить літо прохолоднішим, ніж у Європі. 24-годинна середня температура нижче точки замерзання є рідкісним явищем. Згідно з системою класифікації клімату Кеппена, Остенде має морський клімат західного узбережжя, скорочено "Cfb" на кліматичних картах.
| Клімат Остенде (1981–2010 normals; sunshine 1984–2013) | Клімат Остенде (1981–2010 normals; sunshine 1984–2013) | Клімат Остенде (1981–2010 normals; sunshine 1984–2013) | Клімат Остенде (1981–2010 normals; sunshine 1984–2013) | Клімат Остенде (1981–2010 normals; sunshine 1984–2013) | Клімат Остенде (1981–2010 normals; sunshine 1984–2013) | Клімат Остенде (1981–2010 normals; sunshine 1984–2013) | Клімат Остенде (1981–2010 normals; sunshine 1984–2013) | Клімат Остенде (1981–2010 normals; sunshine 1984–2013) | Клімат Остенде (1981–2010 normals; sunshine 1984–2013) | Клімат Остенде (1981–2010 normals; sunshine 1984–2013) | Клімат Остенде (1981–2010 normals; sunshine 1984–2013) | Клімат Остенде (1981–2010 normals; sunshine 1984–2013) | Клімат Остенде (1981–2010 normals; sunshine 1984–2013) |
| Показник                                               | Січ.                                                   | Лют.                                                   | Бер.                                                   | Квіт.                                                  | Трав.                                                  | Черв.                                                  | Лип.                                                   | Серп.                                                  | Вер.                                                   | Жовт.                                                  | Лист.                                                  | Груд.                                                  | Рік                                                    |
| Середній максимум, °C                                  | 6,2                                                    | 7,0                                                    | 10,6                                                   | 13,8                                                   | 16,8                                                   | 19,3                                                   | 21,7                                                   | 22,0                                                   | 19,7                                                   | 15,3                                                   | 10,1                                                   | 6,6                                                    | 14,5                                                   |
| Середня температура, °C                                | 3,7                                                    | 3,8                                                    | 6,8                                                    | 9,1                                                    | 12,6                                                   | 15,3                                                   | 17,6                                                   | 17,4                                                   | 14,9                                                   | 11,3                                                   | 7,2                                                    | 4,2                                                    | 10,5                                                   |
| Середній мінімум, °C                                   | 1,0                                                    | 0,7                                                    | 2,8                                                    | 4,5                                                    | 8,4                                                    | 11,2                                                   | 13,2                                                   | 12,9                                                   | 10,6                                                   | 7,6                                                    | 4,4                                                    | 1,8                                                    | 6,6                                                    |
| Середня кількість сонячних годин на місяць             | 63                                                     | 83                                                     | 129                                                    | 190                                                    | 219                                                    | 217                                                    | 230                                                    | 215                                                    | 157                                                    | 119                                                    | 65                                                     | 49                                                     | 1736                                                   |
| Норма опадів, мм                                       | 64.6                                                   | 53.2                                                   | 55.0                                                   | 44.9                                                   | 58.8                                                   | 66.3                                                   | 66.4                                                   | 77.7                                                   | 77.6                                                   | 84.2                                                   | 85.8                                                   | 78.2                                                   | 812.7                                                  |
| Днів з опадами                                         | 12,5                                                   | 10,1                                                   | 11,0                                                   | 9,3                                                    | 10,1                                                   | 9,6                                                    | 8,9                                                    | 9,3                                                    | 10,5                                                   | 12,0                                                   | 13,2                                                   | 12,8                                                   | 129,5                                                  |
| ------------------------------------------------------ | ------------------------------------------------------ | ------------------------------------------------------ | ------------------------------------------------------ | ------------------------------------------------------ | ------------------------------------------------------ | ------------------------------------------------------ | ------------------------------------------------------ | ------------------------------------------------------ | ------------------------------------------------------ | ------------------------------------------------------ | ------------------------------------------------------ | ------------------------------------------------------ | ------------------------------------------------------ |
| Джерело: Royal Meteorological Institute                |                                                        |                                                        |                                                        |                                                        |                                                        |                                                        |                                                        |                                                        |                                                        |                                                        |                                                        |                                                        |                                                        |